# سترویا
سترویا (به بلغاری: Struya) یک منطقهٔ مسکونی در بلغارستان است که در Ruen واقع شده‌است.